# Rodzina pod choinkę
Rodzina pod choinkę (ang. Christmas Reservations) – amerykański romans z 2019 roku w reżyserii Deanne'a Foleya. Scenariusz autorstwa Keitha Giglio i Juliet Giglio.

## Fabuła
Holly (Melissa Joan Hart) pracuje w rodzinnym pensjonacie Treeline Ski, gdzie zajmuje się organizowaniem imprez dla gości. Pewnego dnia zjawia się tam jej dawna miłość z czasów szkoły (Ricardo Chavira), obecnie owdowiały ojciec dwójki dzieci. Uczucia Holly budzą się na nowo, a w jej życiu zachodzą duże zmiany.

## Produkcja
Zdjęcia do filmu zrealizowano w miejscowości Incline Village w stanie Nevada.

## Obsada[5]
- Melissa Joan Hart – Holly Anderson
- Michael Gross – Tom Anderson
- Ricardo Chavira – Kevin Portillo
- Christopher Quartuccio – Bellhop
- Gigi Rice – Kay Griffin
- Markie Post – Tay Griffin
- Ted McGinley – Duffy Johnson
- Harrold Miller – Hot Tub Guy
- Nida Khurshid – Preena Patel
- Moonie Fishburn – Dadi Patel
- Eric Grooms – Leo Demarco
- Blake Maldonado – Miles Portillo
- Heaztsynn Saldana – Aviana Portillo
- Angel Alvarado – snowboarder